# 梅特·弗雷泽里克森
梅特·弗雷泽里克森（丹麥語：Mette Frederiksen，發音：[ˈmetə ˈfʁeðˀəʁeksn̩] ⓘ；1977年11月19日—），丹麥社會民主黨籍女性政治家，现任丹麦首相及社会民主党领袖。2019年12月，梅特·弗雷泽里克森入選彭博資訊公布的2019年「彭博50」名單。

## 政治生涯
弗雷泽里克森2011年隨社民黨上臺担任赫勒·托寧-施密特政府的就业大臣，并于2014年改任司法大臣至社民黨於2015年敗選下野。故她於6月28日，即正式下野時接替前首相赫勒·托寧-施密特担任社会民主党领袖。因贏得2019年6月大選而獲女王委託籌組政府，籌組工作完成後於27日正式獲任命為首相。她是丹麥史上就任時最年輕、以及继赫勒·托寧-施密特后第二位女首相。
2022年10月她向丹麥女王提出辭職，觸發於11月的提前大選。社民黨議席有所增加，但她最後與偏右的自由黨和新成立的溫和黨合組丹麥史上第二個大聯合政府。
2024年6月7日，弗雷德里克森在哥本哈根的一个广场遭到一名男子殴打。該男子随后被捕。这起事件发生在2024年欧洲议会选举之际。弗雷德里克森頸部受傷。男子是波蘭公民，被判處12天監禁。警方表示，袭击與政治動機無關，襲擊者当时受到酒精和毒品的影响，他并不知道自己毆打的人是丹麦首相。

### 首相任內言論
就任首相後不久，她原本計劃於9月迎接美國總統唐納·川普到當地進行國事訪問。但川普隨後表示，有意向丹麥購買格陵蘭這片自治領土。在格陵蘭自治政府表明它是非賣品後，腓特烈臣隨即和應道：「格陵蘭不是丹麥的，格陵蘭屬於格陵蘭。」她又指川普的建議「荒誕」。最終因她拒絕與川普談論格陵蘭潛在的交易，而遭後者批評為「無禮」，繼而取消訪問。她對此表示「失望和意外」。
2019年10月，丹麦政府发表声明，禁止动物表演，私人马戏团不得再饲养大象。10月7日，在议会进行了15个小时的政治辩论后，弗雷德里克森谈到了政府向私人收购最后四只马戏团大象，让它们退休的问题。她试图板着脸，严肃地完成整个报告时，然而意外发生了。“其中一头大象蓝博朗有一个好朋友，嗯，是一头骆驼。因一头骆驼和其中一头大象十分要好，不愿放朋友离开。”弗雷德里克森说道，丹麦政府不得不被“捆绑销售”，将骆驼也买下。“这头骆驼叫阿里，我们收到的信息是......蓝博朗和阿里是不能分离的，”说着她忍不住笑出了声。随即台下的政府官员也憋不住哈哈大笑，一改先前的严肃。“所以...我们把阿里也买下来了。”弗雷德里克森说。
2020年1月，當地分行的日德兰邮报刊登一幅相关漫画，内容为将中華人民共和国五星红旗中的五颗星替换为冠狀病毒，以象徵中國大陸爆發2019冠状病毒病疫情之嚴重性。该漫画引起中国国内不满和争议，被认为是辱华行为，中国驻丹麦大使馆提出抗议。對此日德蘭郵報拒绝道歉，弗雷泽里克森也回应稱言论自由是丹麦传统。